# کازا بلانکا (نیومکزیکو)
کازا بلانکا (به انگلیسی: Casa Blanca) یک منطقهٔ مسکونی در ایالات متحده آمریکا است که در شهرستان سیبولا، نیومکزیکو واقع شده‌است. کازا بلانکا ۱٬۸۰۱٫۰۹ متر بالاتر از سطح دریا واقع شده‌است.